# Fabianeiche
Die Fabianeiche in Wienhausen, auch  Fabian-Eiche geschrieben, ist eine mehr als 600 Jahre alte Eiche. Der in 1 Meter Höhe rund 6,15 Meter umfassende Baum wächst auf dem Gelände des Klosters Wienhausen. 2016 betrug sein Umfang in 1,3 m Höhe 6,9 m, der Baum war 18 m hoch.
Die Namensgebung steht im Zusammenhang mit der großen Pestepidemie in den Jahren 1349 und 1350. Damals ließ die Wienhäuser Äbtissin Luitgart eine Kapelle errichten, die sie den heiligen Märtyrern Fabian und Sebastian widmete. Damit verbunden war die Hoffnung auf die Fürbitte der Heiligen zur Abwehr der Pestnöte im Kloster. Schon zu Beginn des Bautätigkeiten sank die Sterblichkeit im Kloster; nach der Stiftung des Gebäudes starben nur noch sieben weitere Nonnen an der Pest. Geweiht wurde die Kapelle am 1. Mai 1352 durch den Bischof von Hildesheim.
Im Verlauf der Reformation wurde die Fabiankapelle 1531 auf Veranlassung von Herzog Ernst dem Bekenner abgerissen. Lediglich die benachbarte Fabianeiche erinnert heute noch an sie.
1991 wurde die Fabianeiche aus Sicherungsgründen stark gestutzt, trieb jedoch anschließend wieder aus.